# Seznam stálých zástupců Slovenska při Organizaci spojených národů
Seznam velvyslanců Slovenska při Organizaci spojených národů. Seznam obsahuje stálé zástupce / velvyslance delegace Slovenska při Organizaci spojených národů (OSN) sídlící v New Yorku od roku 1993.
- 1993–1994, JUDr. Eduard Kukan
- 1998, Mgr. Oľga Keltošová
- 1999–2003, JUDr. Peter Tomka CSc.
- 2004–2008, PhDr. Peter Burian
- 2009–2012, ing. Miloš Koterec
- 2012–2017, PhDr. František Růžička
- 2017–2023[1], Mgr. Michal Mlynár PhD.
- 2024–úřadující, Peter Hulényi[2]